# Dashan Xiang (socken i Kina, lat 23,94, long 99,38)
Dashan Xiang (kinesiska: 大山, 大山乡) är en socken i Kina. Den ligger i provinsen Yunnan, i den sydvästra delen av landet, omkring 360 kilometer väster om provinshuvudstaden Kunming. Antalet invånare är 23 056. Befolkningen består av 9 804 kvinnor och 13 252 män. Barn under 15 år utgör 18,0 %, vuxna 15-64 år 73 %, och äldre över 65 år 7,0 %.
Genomsnittlig årsnederbörd är 1 363 millimeter. Den regnigaste månaden är juli, med i genomsnitt 368 mm nederbörd, och den torraste är februari, med 9 mm nederbörd.